# Bodiluddelingen 1993
Bodiluddelingen 1993 blev afholdt i 1993 i Imperial i København og markerede den 46. gang at Bodilprisen blev uddelt.
Kærlighedens smerte af Nils Malmros rydder nærmest alle uddelingens kategorier, da den vinder for bedste danske film, bedste mandlige - og kvindelige hovedrolle, og bedste mandlige- og kvindelige birolle. Dette markerer Malmros' fjerde Bodil i kategorien, hvilket gjorde ham til (på tidspunktet) den mest vindende instruktør sammen med Lau Lauritzen Jr., der ligeledes har modtaget prisen fire gange.
Uddelingens Æres-Bodil blev tildelt instruktør Erik Balling for hans livsværk som instruktør af bl.a. adskillige Olsen-Banden-film, Matador, Huset på Christianshavn, Sommer i Tyrol og Poeten og lillemor.

## Vindere
| Bedste mandlige hovedrolle                 | Bedste kvindelige hovedrolle                  |
| ------------------------------------------ | --------------------------------------------- |
| - Søren Østergaard for Kærlighedens smerte | - Anne Louise Hassing for Kærlighedens smerte |
| Bedste mandlige birolle                    | Bedste kvindelige birolle                     |
| - Waage Sandø for Kærlighedens smerte      | - Birthe Neumann for Kærlighedens smerte      |
| Bedste danske film                         | Bedste ikke-europæiske film                   |
| - Kærlighedens smerte af Nils Malmros      | - The Player af Robert Altman                 |
| Bedste europæiske film                     | Bedste dokumentarfilm                         |
| - Howards End af James Ivory               | - ikke uddelt                                 |

## Øvrige priser

### Æres-Bodil
- Erik Balling (instruktør)